# Agriocnemis pinheyi
Agriocnemis pinheyi — вид бабок родини стрілкових, поширений у Південній Африці від Південно-Африканської Республіки до Демократичної Республіки Конго та Танзанії. Уперше описаний Борисом Балінським, видова назва надана на честь Елліота Пінхі. Тіло переважно чорне й блискуче, кінчик черевця помаранчевий.

## Опис
Тіло чорне, блискуче. Довжина тіла складає 1,9-2 см. Довжина заднього крила — 0,95-1 см. На грудях поздовжні зеленуваті смуги. Крила прозорі, вічко жовтувате чи брунатне.
Схожі види:  A. exilis та A. gratiosa.

## Спосіб життя
Мешкають у вологих біотопах поблизу стоячої прісної води: боліт, заболочених русел річок, узбережжях водосховищ.  Поширені на висотах від 1200 до 1600 м н. р. м.
Бабки трапляються з вересня до березня. Літають неохоче. Зазвичай імаго ховаються у високій траві. Сидять головою доверху, а черевцем донизу.

## Ареал та охорона
Вид поширений у Південно-Східній Африці: ПАР, Зімбабве, Замбія, Мозамбік, Танзанія. У Свазиленді, Лесото та Малаві наявність виду не підтверджено.
За класифікацією Міжнародного союзу охорони природи вид позначений як «у найменшій небезпеці», хоча йому загрожують осушування боліт та забруднення прісних вод.  